# Краківське гето
50°02′43″ пн. ш. 19°57′17″ сх. д. / 50.04527778° пн. ш. 19.95472222° сх. д.
Єврейське гето Кракова (пол. Getto krakowskie) — одне з п'яти головних гето, створених владою нацистської Німеччини в Генерал-губернаторстві під час німецької окупації Польщі в ході Другої світової війни. Метою створення системи гето було відділення «придатних до роботи» від тих, хто згодом підлягав знищенню. Перед війною Краків був культурним центром, де проживало близько 60-80 тисяч євреїв.

## Історія
Переслідування єврейського населення Кракова почалися незабаром після введення нацистських військ в місто 1 вересня 1939 в ході німецького вторгнення в Польщу. З вересня євреї були зобов'язані взяти участь у примусових трудових роботах. 
17 вересня 1939, за німецьким наказом, у Кракові був створений «Єврейський комітет» з дванадцяти чоловік. Його головою був призначений доктор Марек Біберштейн, його заступником став Вільгельм Гольдблат. У листопаді 1939 всі євреї, починаючи з 12-річного віку, були зобов'язані носити розпізнавальні нарукавні пов'язки з зіркою Давида. В 1939 нацисти влаштували в Кракові єврейський погром. Спеціально для цього за розпорядженням Гімлера з Стардома був перекинутий у Краков загін Einsatzgruppe. Есесівці пересувалися вулицями Казіміровки (Казімежа) від будинку до будинку, вриваючись в квартири, громлячи усе підряд, б'ючи і розстрілюючи мешканців Казіміровки. Дійшовши до синагоги на вул. Старої Божниці, вони стали зганяти євреїв у синагогу, після цього розкрили ковчег Заповіту і витягли з нього пергаментний сувій Тори. Кинувши на підлогу сувій, вони змусили євреїв оплювати свою святиню, після чого усіх розстріляли і спалили синагогу. Після цього було наказано закрити синагоги по всьому Кракову, нацистська влада забрала усі єврейські реліквії та цінності, заарештовували усі банківські рахунки євреїв, конфісковували рухоме і нерухоме майно, єврейські підприємства. 
У грудні 1939 німці оголосили «Єврейський комітет» «юденратом» (єврейською радою), а число його членів було збільшено до двадцяти чотирьох чоловік. Юденрату було передано кілька сфер діяльності, в тому числі розподіл продуктів та медикаментів, збір викупу з єврейського населення. Вони також були відповідальні за вербування підневільних працівників, метою якої було запобігти захопленню євреїв на вулицях міста.
У травні 1940 німецька окупаційна влада оголосила, що Краків стане «найчистішим» містом генерал -губернаторства. Був відданий наказ про обширну депортацію євреїв з Кракова. З 68-тисячного єврейського населення було дозволено залишитися тільки 15 тисячам робітникам і членам їх сімей. Усім іншим було наказано залишити місто і розселитися в приміській сільській місцевості.
У червні 1940, намагаючись врятувати євреїв від виселення з Кракова і збільшити число євреїв, яким було б дозволено залишитися в місті, Марек Біберштейн, Вільгельм Гольдблат та інші члени юденрату хотіли підкупити німецьких чиновників. Це призвело до арешту голови юденрату Марека Біберштейна, його заступника Вільгельма Гольдблата і ряду інших членів цього органу. Після в'язниці на Монтелюпінській у Кракові (1943) Марека Біберштейна перевели у трудовий табір Плашув, де вбили уколом бензину у вену.
Доктор Артур Розенцвейг був призначений новим головою юденрату. 
У липні 1940 року була створена єврейська служба порядку, яка швидко виросла від сорока поліцейських до двохсот. Головою єврейської служби порядку був призначений Симха Спіра. 1 серпня 1940 відповідальність за єврейську робочу силу була відібрана у юденрату і передана німецькому бюро з працевлаштування, яке організовувало відправку євреїв у трудові табори регіону.
Краківське гето було засновано 3 березня 1941 у кварталі Подгуже, неподалік від єврейського району Казімеж. Виселені з Подгуже польські родини знайшли притулок в колишніх єврейських поселеннях поза новоствореним гето, у Казіміровці. 15 тис. євреїв було розселено у районі, де раніше мешкало 3 тис. осіб. Район займав 30 вулиць, 320 житлових будинків і 3 167 кімнат. Як результат в одній квартирі мешкало по чотири єврейські родини, а деякі євреї жили прямо на вулиці.
Гето було оточене стінами, що відокремлювали його від інших районів міста, в тих місцях, де не було стіни, знаходилися дротяні огорожі. Усі вікна та двері, що виходили на «арійську» сторону, були за наказом замуровані цеглою. Пройти в гето можна було тільки через 4 входи, які охоронялися поліцією. Стіни гето складалися з панелей, що мали вигляд могильних плит, це виглядало як зловісна ознака. Невеликі фрагменти стін збереглися і зараз. 
Доктор Артур Розенцвейг, другий голова юденрату, як і його попередник, намагався зробити усе можливе для поліпшення умов життя євреїв.
Молодь гето створила ZOB «бойову єврейську організацію» (пол. Żydowska Organizacja Bojowa) і організовувала опір у гето, допомагаючи підпільній Армії крайовії. Лідерами ZOB були Долек Лібескінд, Шимон і Густа Драгнери. Група під їх керівництвом у союзі з ПОРП (Польською об'єднаною робочою партією) брала участь у різних акціях опору, а саме, підрив кафе «Kazanova», «Cyganeria», кінотеатру «Bagatella» — місць, де збиралися нацистські офіцери; знищення патрульного судна СС на Віслі, гаражів Вермахту, розстріли єврейських зрадників, колабораціоністів та шпигунів СС. На відміну від Варшавського гето, їх боротьба не призвела до загального повстання.

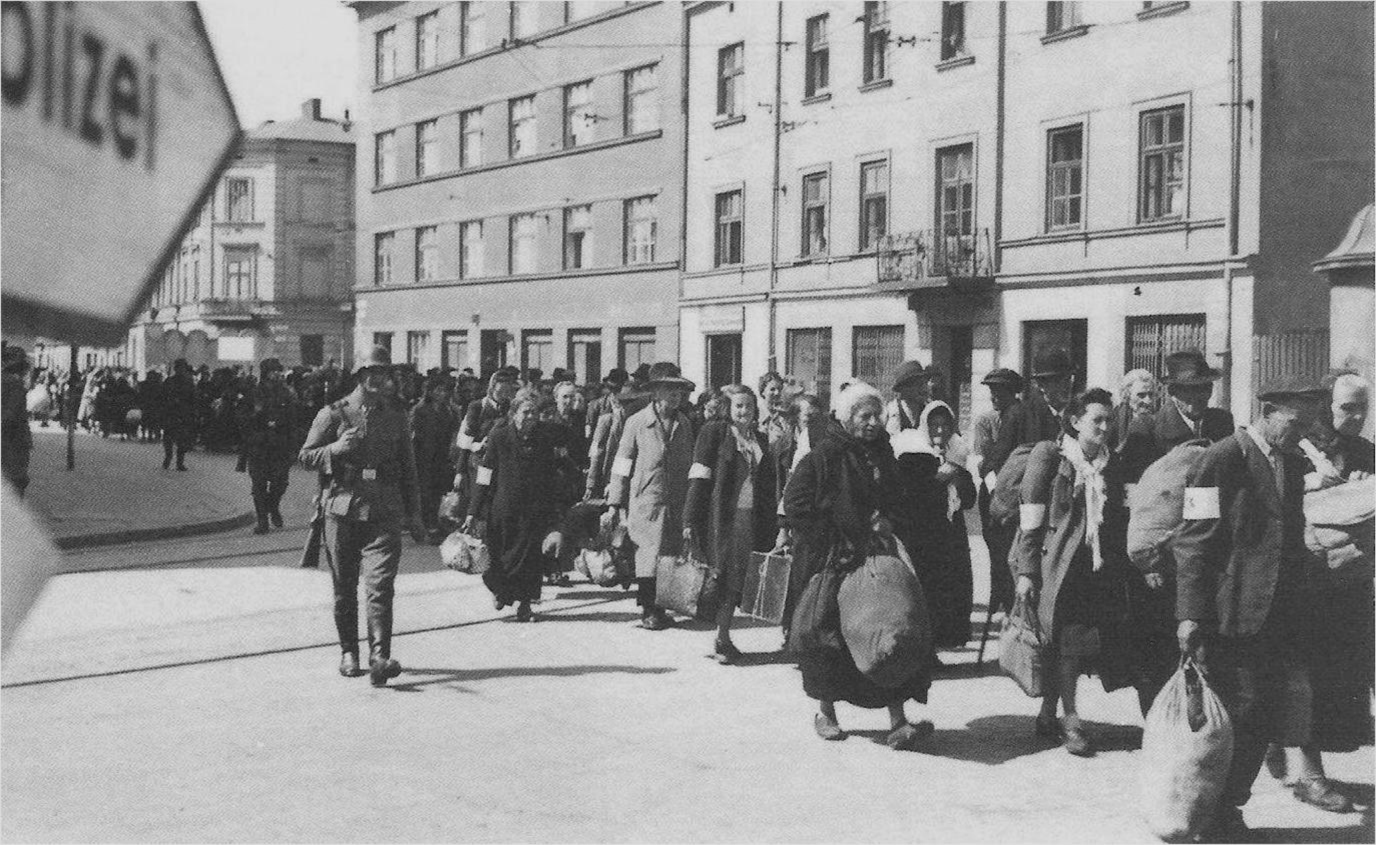
Депортація євреїв з Краківського гето, березень 1943

Після 30 травня 1942 нацисти почали систематичні депортації євреїв з гето в довколишні концентраційні табори. У наступні місяці тисячі євреїв були депортовані в ході операції Кракау, яку очолював оберфюрер СС Юліан Шернер. Спочатку євреїв збирали на плаці Згоди, а потім відправляли на залізничну станцію в Прокочім. У першу депортацію 31 травня 1942 перевезли 7 тис. осіб. 3 червня 1942 німці змістили голову юденрату Розенцвейга, який відмовився співпрацювати з німецькою владою і в списках депортованих, які він повинен був надати есесівцям, першими написав себе і усіх членів своєї сім'ї. Його відправили разом з депортованими в Белжець, де він був вбитий у газовій камері. 
На місце Розенцвейга німці призначили Давида Гуттера, який до цього служив у єврейській службі порядку у Симхи Спіри. Назву «юденрат» замінили на «комісаріат». На відміну від своїх попередників, Гуттер охоче співпрацював з німцями. У другу депортацію, 3-5 червня 1942 р., 4 тис. євреїв перевезли у концтабір Белжець. Давиду Бахнеру, депортованому під час акції 3-5 червня у Белжець, дивом вдалося врятуватися і він повернувся назад в гето. Його жахливі розповіді про газові камери і крематорії Белжеця здригнули мешканців гето. Але були й такі, які не хотіли вірити страхітливій правді. 20 червня 1942 року, після акції, за наказом німецького майора Рудольфа Павду, територія гето була скорочена наполовину. Євреям, мешканцям вулиць, які тепер перебували поза гето, було надано п'ять днів, щоб переїхати в нові межі гето. Зменшення розмірів гето посилило його ізоляцію від зовнішнього світу і різко скоротило можливості контрабанди продуктів. 
27 жовтня 1942 року в гето поширився слух про нову операцію масового знищення, заплановану на наступний день. Мешканці гето почали ховалися у заздалегідь підготовлених місцях, а ті, хто працював за межами гето, намагалися сховатися на своїх робочих місцях або у неєврейських знайомих. Увечері гето було оточене німецькими поліцейськими підрозділами під командуванням Вільгельма Кунде та Віллі Хааса. Зв'язок із зовнішнім світом було відрізано, і наступного дня в гето була проведена особливо жорстока селекція. Керівники німецької поліції і директори німецьких заводів залишали в основному тих, хто володів особливо важливими спеціальностями, у той час як інші євреї, включаючи членів сімей обраних робочих, були передані для депортації. Під час акції було вбито багато пацієнтів єврейської лікарні, де головним лікарем був брат Марека Біберштейна, Олександр Біберштейн, який згодом увійшов у історичний Список Шиндлера, знищена єврейська інфекційна лікарня гето, а інші були включені в число депортованих, разом з дітьми з інтернату і жителями будинку престарілих. Близько 4500 жителів гето було депортовано під час цієї операції в табір смерті Белжець, і ще 600 — вбито в самому гето. 
6 грудня 1942 гето було розділене на дві частини: в одній з них поселили робітників, у той час як друга була для «не робітників». Дві частини гето були відокремлені одна від одної колючим дротом, хоча спочатку мешканцям було дозволено переміщатися між двома секторами за згодою єврейської служби порядку. У грудні 1942 року німці почали до депортувати єврейських підневільних робітників з гето в табір Плашув, створений на руїнах єврейського кладовища на околиці Кракова. 13-14 березня 1943 нацисти під командою унтерштурмфюрера СС Амона Гёта, коменданта трудового табору Плашув, за участю підрозділів польської та української допоміжної поліції, провели «остаточну ліквідацію гето». 8 тисяч євреїв, які вважалися придатними до роботи, були перевезені в концтабір Плашув. 2 тисячі євреїв, які вважалися непридатними до роботи, були вбиті прямо на вулицях гето. Усі інші були відправлені в Аушвіц. 
Після закінчення операції зі знищення гето членам єврейського комісаріату та єврейської поліції було наказано зібрати тіла тих, хто був убитий в гето. У наступні місяці групи єврейських ув'язнених з Плашува щодня працювали на території колишнього гето, очищаючи його. Влітку 1943 року члени комісаріату та єврейської поліції, після того, як гето було очищено, були також депортовані в Плашув. Давида Гаттера разом з дружиною і дітьми, теж депортували в Плашув, а потім розстріляли і закопали в загальній могилі в лісопосадках неподалік від табору. Симха Спіра, керівник OD, єврейської служби порядку гето, теж разом з родиною був розстріляний в Плашуві. У розробці, організації та керівництві усіх акцій з депортації євреїв з краківського гето в табори знищення активну участь брали штурмбанфюрер СС Вільгельм Гаазе, заступник голови краківського СС, і Вільгельм Кунде, командир есесівської охорони гето. 
У 1944, готуючись до радянського наступу, фашисти почали знищувати тіла загиблих в Плашуві в'язнів, похованих у спільних могилах біля табору. А їх було близько 20.000. Трупи витягали з поховань і спалювали на відкритих вогнищах. У Плашуві почалися селекції. Великі партії відбракованих ув'язнених стали відправляти в Аушвіц. У жовтні 1944 усіх чоловіків, що залишилися перевезли в Гросс-Розен, а жінок — в Аушвіц, де вони були знищені. В Плашуві була залишена невелика група ув'язнених для остаточної ліквідації табору, після чого у вагонах для худоби їх відправили в Аушвіц. Завдяки щасливому випадку більшості з них вдалося вижити. Вілек Чіловіч, голова єврейської охорони Плашува, який брав активну участь у розстрілах і знищенні євреїв Плашува, після ліквідації табору при спробі втечі був розстріляний особисто Амоном Гетом і Альбертом Гуяром, який 28 жовтня 1942 керував знищенням інфекційної лікарні гето, розстрілом усіх пацієнтів і персоналу лікарні.

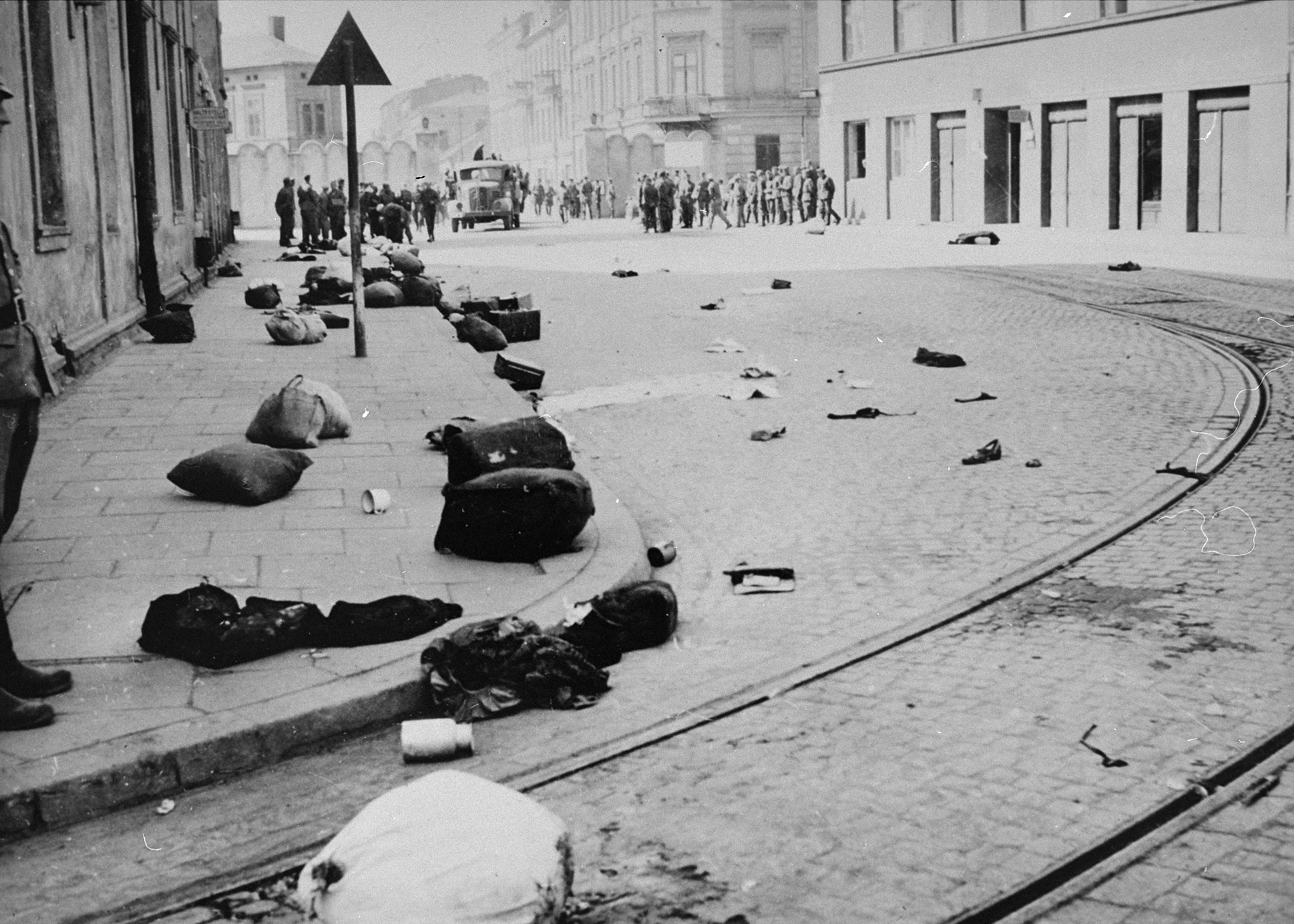
Речі, кинуті євреями при депортації, березень 1943

## Видатні особистості
- Кінорежисер Роман Поланскі, один з тих, що вижили в гето, описав свої випробування дитячих років у своїх мемуарах «Роман». Він згадує, що перші місяці в гето протікали нормально, хоча його мешканців іноді мучив страх.
- Польська актриса і автор Рома Лідовська, двоюрідна сестра Поланскі, яка маленькою дівчинкою була врятована і пережила гето, через багато років написала книгу на основі своїх спогадів «Дівчинка в червоному пальто».
- Єдина працююча в гето аптека належала Тадеушу Панкевичу, польському фармацевту, який отримав на своє прохання дозвіл від німецької влади працювати у своїй аптеці «Під орлом». На знак визнання його заслуг з порятунку євреїв з гето він отримав титул «Праведника Миру» від Яд ва-Шема. Панкевич опублікував книгу про своє життя в гето під назвою «Аптека краківського гето».
- Оскар Шиндлер — німецький промисловець, приїхав до Кракова вербувати робітників з гето для свого заводу емальованого посуду. Він почав ставитися до мешканців гето з симпатією. У 1942 році він став свідком депортації мешканців гето в Плашув. Згодом він доклав неймовірних зусиль, щоб врятувати євреїв, в'язнів у Плашува, що знайшло своє відображення в книзі Томаса Кенеллі «Список Шиндлера» і однойменному фільмі Стівена Спілберга, знятому по цій книзі. Незважаючи на зусилля Шиндлера, 300 його робітників були перевезені в Аушвіц, і лише його особисте втручання врятувало їх від загибелі. Оскар Шиндлер врятував від смерті в газових камерах більше людей, ніж будь-хто за всю історію війни. Він вивіз з Плашува 1.100 в'язнів у побудований за його гроші табір у Брінлітці, чим врятував їх від знищення в Аушвіці. Ці 1.100 в'язнів склали його знаменитий список. Якби Юліус Мадрідтч вступив у союз з Оскаром Шиндлером, який неодноразово пропонував йому це, то список був би розширений до 3.000 прізвищ. Протягом 1944—1945 років Шиндлер продовжував рятувати євреїв — в'язнів Аушвіца, групами по 300—500 осіб він вивозив їх у невеликі табори до Моравії, де вони працювали на текстильних підприємствах. Також врятував 30 євреїв з Гросс-Розена і відправив їх у свій табір у Брінліц, для цього йому довелося укласти дорогу угоду з гестапо Моравії. Завдяки цьому йому вдалося врятувати ще 11 людей, втікачів з колон і поїздів смерті. Увесь 1944 і 1945 він постачав продуктами за свій рахунок ув'язнених невеликого силезського трудового табору. У 1945 врятував 120 людей з Голечува, серед яких виявилися його робітники з Плашува і маленькі діти, над якими проводилися медичні досліди під керівництвом доктора Менгелє з Аушвіца.
- Емілі Шиндлер — дружина Оскара Шиндлера, допомагала чоловікові рятувати євреїв, за це отримала звання Праведник Миру.
- Мордехай Гебіртіг, один з найвпливовіших і популярних авторів їдишських пісень і поем, у 1942 році загинув в гето.
- Міріам Акавіа — ізраїльська письменниця, пережила гето і концтабори.
- Річард Горовиць — один з найбільш малолітніх в'язнів Аушвіца, всесвітньо відомий фотограф.
- Юліус Мадрідтч — німецький промисловець, власник підприємства з пошиття форменого одягу, на якому працювало 3000 ув'язнених трудового табору Плашув. Він контрабандою завозив в Плашув на вантажівках куплені на чорному ринку в Кракові хліб та інші продукти для ув'язнених, рятуючи тим самим їх від голодної смерті. За це він був заарештований гестапо і відправлений в Аушвіц, де загинув. В 1961 році посмертно отримав звання Праведник Миру за те, що годував і оберігав своїх робітників. Дерево на честь нього на Алеї Праведників, яка веде до музею Яд Вашем в Ізраїлі, посадив Оскар Шиндлер.
- Раймонд Тітч — керуючий підприємства з пошиття форменого одягу Юліуса Мадрідтча. Він допомагав Мадрідтчу контрабандою завозити в Плачув на вантажівках куплені на чорному ринку в Кракові хліб та інші продукти для ув'язнених Плашува, за що разом з Мадрідтчем був заарештований гестапо і відправлений в Аушвіц, але лишився живим. У 1961 році посмертно отримав звання Праведник Миру за те, що годував і оберігав євреїв Плачува. Дерево на його честь на Алеї Праведників, яка веде до музею Яд Вашем в Ізраїлі, посадив Оскар Шиндлер.
- Герхард Курцбах — начальник автомайстерень Вермахту в Кракові. Під час акцій з депортації євреїв з гето в Белжець неодноразово заїжджав на залізничну станцію Прокочім і під приводом браку робочої сили знімав з поїздів великі групи євреїв і повертав їх назад в гето. У березні 1943 він був знятий з посади і відправлений на Східний фронт, де потрапив у полон і в 1945 помер у військовому таборі для військовополонених. За роки війни Герхард Курцбах врятував від знищення кілька сотень євреїв. За це у 2012 році йому присвоїли звання Праведник Миру.
- Зюссмут — обер-лейтенант, інженер Вермахту з інспекції у справах збройних сил у Кракові. Розробив проект забудови маленьких трудових таборів у Чехословаччині, де умови утримання ув'язнених були набагато м'якше, ніж в Аушвіці та ін. великих таборах. Допоміг Оскару Шиндлеру створити табір у Брінлітце, в який Оскар Шиндлер вивіз восени 1944 євреїв DEF Deutsche Emailwaren Fabrik, завдяки чому усі євреї, вивезені Оскаром Шиндлером, були врятовані. Усю зиму 1944–1945 допомагав Оскару Шиндлеру рятувати і вивозити з Аушвіцу великі групи ув'язнених, яких вони відправляли в невеликі трудові табори в Моравію, де вижити було набагато легше, ніж в Аушвіці.